# カイク

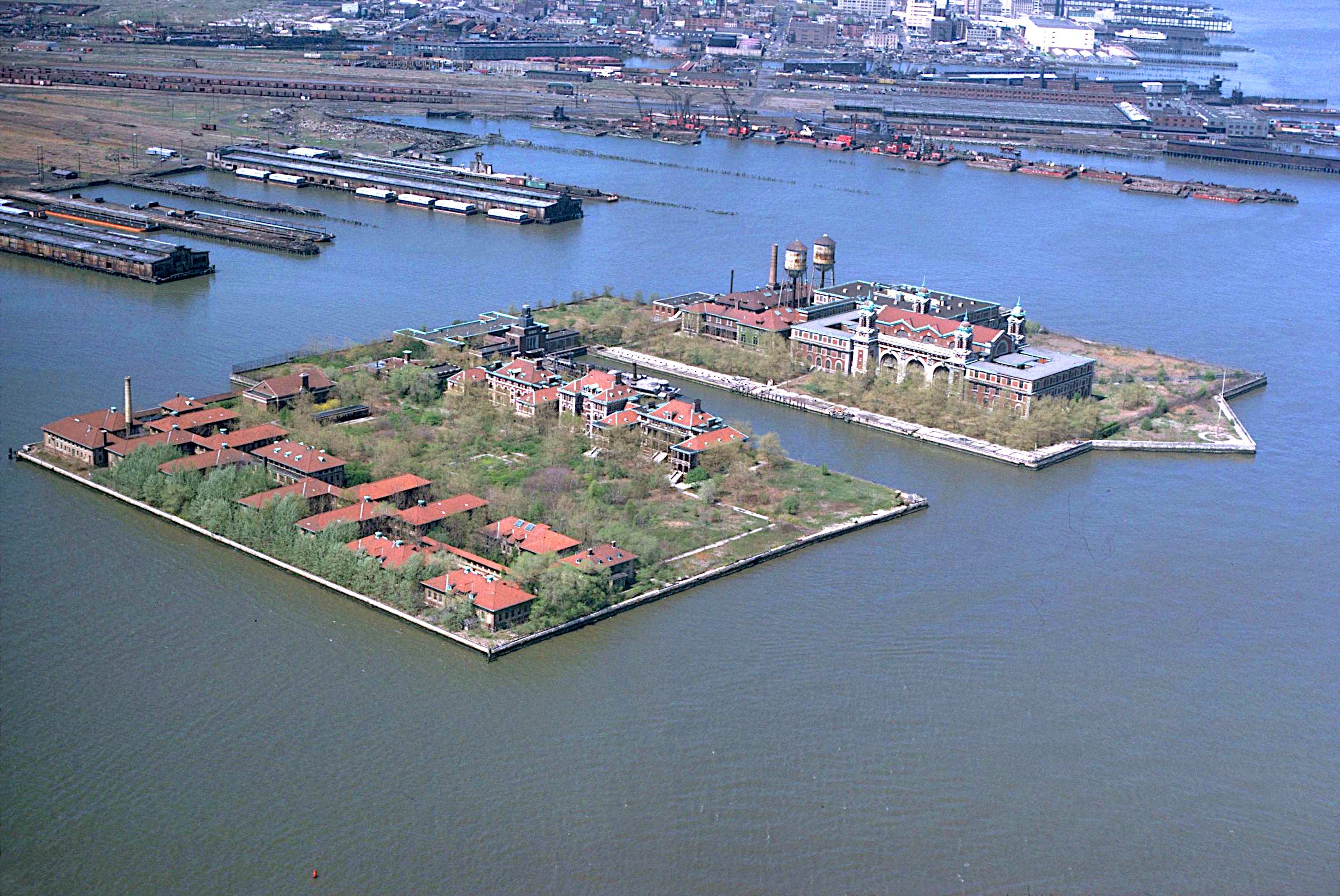
「カイク」という語の発祥の地の1つとされるエリス島

カイク（Kike）とはユダヤ人を指す蔑称であり、アメリカ生まれの口語表現である。

## 語源
語の起源は不明。オックスフォード英語辞典によると、20世紀初頭にアメリカ合衆国へ移住した東欧系ユダヤ人（アシュケナジム）の名字の末尾によく見られる、「キ」（ki）ないしは「キー」（ky）を改変したものという。なお、同辞書における初出は1904年。
一方、スティーブン・バーミンガムの著書『我らの仲間』の一節に、「ロシア（ユダヤ）人の名前は『キ（ki）』で終わるものが多いため、『カイク』（kikes）と呼ばれた。これはユダヤ系ドイツ人が口語として広めているが、その後非ユダヤ人の間にも浸透した」とあり、アシュケナジムと同一視するために、ドイツ出身の同化ユダヤ人が用いたとの説を提示。
また、レオ・ロステンは次のように述べている。
カイクという語は、読み書きの出来ない（ないしはラテンアルファベットが書けない）ユダヤ系移民が存在した時期のエリス島で生まれた。これは、申込用紙に慣例で「X」と署名するよう求められた際、キリスト教の十字架を連想するとして拒否し、その欄に丸を描いたためである。イディッシュ語で「丸」を「カイクル」（kikel）と、「小さな丸」を「カイクルー」（kikeleh）と言い、移民調査官が「X」と書くべき所に「Ｏ」と記入した者は誰でも、「カイクル」や「カイクルー」、あるいは「カイキー」（kikee）、遂には簡潔に「カイク」と呼ぶようになった。
ロステンによると、アメリカのユダヤ系商人が数十年にわたり、「X」と書くべき所に「Ｏ」と記入し続け、結果として「カイク」という渾名が広まったという。
その他、16世紀のクレメンス8世の時代にまで遡る説も存在する。クレメンス8世は反ユダヤ主義的立場から、就中タルムードを禁書としたが、その中にユダヤ人の「盲目的な（ラテン語:caeca『カエカ』）頑固さ」に言及している箇所があり、この「カエカ」が最終的に「カイク」となったとしている。
なお、こうした謎めいた起源とは別に、1864年にイギリスで「アイク」（ike）や「アイキー」（ikey）が、ユダヤ人を指す語として用いられた。いずれもユダヤ人の名前によくある、イサーク（Isaac）に由来する。
いずれにせよ、「カイク」なる語はドイツユダヤ系アメリカ人がユダヤ系ロシア人移民を表象するために初めて用い、1880年代のアメリカで発展を遂げることとなった。
現代のアメリカではユダヤ人に対する極めて侮辱を込めた表現と見なされており、NBA選手のマイヤーズ・レナードは2021年3月9日、Twitchでゲーム配信をしている最中に「カイク」と発言してしまい、即座に謝罪したものの、所属チームのマイアミ・ヒートから追放された。

## 使用例
ユダヤ人を侮蔑する意図のみならず、「鼻が大きければカイクかもしれない」 などと、ユダヤ人に有りがちな特徴を持つ人間を表すのに使用されるケースがある。